# Эстерхази, Янош
Граф Янош Иштван Эстерхази де Галанта (венг. Esterházy de Galántha János István; 1901—1957) — политический деятель Словакии времён Второй мировой войны, лидер венгерского меньшинства этой страны.

## Биография
Янош Эстерхази родился в Трансильвании, бывшей тогда частью Австро-Венгрии 14 марта 1901 года, в знатной венгерской семье. Его мать — графиня Элжбета Тарновская (1875—1955; дочь профессора Станислава Тарновского) была по происхождению полькой. Отец — Янош Михай Эстерхази (1864—1905) — умер, когда мальчику было четыре с половиной года.
После окончания средней школы в Будапеште Эстерхази вернулся в Нитрауйлак (Nyitraújlak), где прошло его раннее детство. Согласно Трианонскому мирному договору, Нитрауйлак перешёл к Чехословакии (ныне - Вельке Залужье, Словакия). В 1924 году Янош Эстерхази женился на графине Ливии Шерени (Serényi de Kisserény Livia; 1903—1961), родившей ему двоих детей — Яноша (род. 1929) и Алису (род. 1932; ныне Алиса Эстерхази-Малфатти).
В 1932 году Эстерхази был избран главой Национальной христианско-социалистической партии Чехословакии — ведущей политической силы этнических венгров страны. В 1935 году он стал депутатом от словацкого Кошице и лидером венгерского этнического меньшинства. С парламентской трибуны он смело выступал против официальной идеологии чехословакизма. Пользовался поддержкой адмирала Хорти.
14 марта 1939 года Эстерхази выступил в поддержку создания независимой Словакии. В Братиславе он организовал культурную организацию этнических венгров, которая была запрещена в 1942 году. После прихода в Венгрии к власти фашистской Партии скрещённых стрел отказался трансформировать свою партию в её местное отделение.
После того, как в Братиславу вошли советские войска, Эстерхази был арестован, но освобождён через 12 дней. Впоследствии по доносу его снова арестовали и передали НКВД. После года, проведённого в заключении во внутренней тюрьме НКВД СССР на Лубянке, он был приговорён к десяти годам лагерей.
16 сентября 1947 года Словацкий верховный суд признал его виновным в сотрудничестве с фашистами и приговорил к смертной казни. Два года спустя СССР выдал Эстерхази Чехословакии. Смертный приговор был по приказу президента заменён на пожизненное заключение.
Янош Эстерхази умер в тюрьме Мирова 8 марта 1957 года.
В 1993 году был посмертно реабилитирован в России.

### Депортация евреев
Эстерхази, наряду с Мартином Соколом и Павлом Чарногурским, воздержался, когда в 1942 году парламент Словакии высказался за депортацию евреев в нацистские лагеря смерти. «Мне стыдно, что руководство страны, считающее себя благочестивыми католиками, готово отправить словацких евреев в гитлеровские лагеря смерти», — заявил тогда Эстерхази.
В 1944 году Янош Эстерхази спас сотни евреев, чехов, словаков и поляков. Гестапо объявило его в розыск, но арестовали его после войны уже советские органы госбезопасности.

## Награды
- В 2011 году посмертно награждён премией Антидиффамационной лиги за спасение евреев во время Второй мировой войны[2].

## Память
- В словацком городе Кошице Яношу Эстерхази установлен памятник[3].